# Mechterstädt
Mechterstädt é uma vila e antigo município da Alemanha localizado no distrito de Gota, estado da Turíngia. Pertencia ao verwaltungsgemeinschaft de Hörsel. Desde 1 de janeiro de 2011 é parte do município de Hörsel.

## Demografia
Evolução da população (em 31 de dezembro):
| - 1994 – 1.271 - 1995 – 1.240 - 1996 – 1.233 - 1997 – 1.203 | - 1998 – 1.210 - 1999 – 1.187 - 2000 – 1.189 - 2001 – 1.197 | - 2002 – 1.172 - 2003 – 1.163 - 2004 – 1.145 - 2005 – 1.127 |

Fonte: Thüringer Landesamt für Statistik